# Stier (Schiff, 1936)
Die Stier war ein im Zweiten Weltkrieg unter der Bezeichnung Schiff 23 für den Einsatz bei der Kriegsmarine vereinnahmtes deutsches Frachtschiff. Sie war ursprünglich als Cairo für die Deutsche Atlas Levante-Linie gebaut worden. Unter der Bezeichnung Handelsstörkreuzer 6 (HSK 6) wurde das Schiff als Hilfskreuzer eingesetzt. Kommandiert wurde das Schiff seit 1940 von Fregattenkapitän Horst Gerlach. Bei der britischen Royal Navy war die Stier als Raider J bekannt.
Das Schiff musste wegen schwerer Schäden nach einem Gefecht mit dem dabei versenkten, bewaffneten amerikanischen Liberty-Frachter Stephen Hopkins am 27. September 1942 selbstversenkt werden. (Lage)

## Geschichte
1935 wurde bei der Entflechtung der deutschen Reedereien bei gleichzeitiger fast zentraler staatlicher Steuerung erneut eine Atlas Levante-Linie (ALL) in Bremen gegründet. Der erste Neubauauftrag ging an Kieler Germaniawerft, wo unter der Baunummer 563 das Motorschiff Cairo entstand, das am 7. Oktober 1936 vom Stapel lief und am 15. Dezember seine erste Probefahrt antrat.
Schon vor der Fertigstellung des Typschiffes ging der Auftrag für zwei Nachbauten an die Emder Nordseewerke, die 1937 als Ankara und 1939 als Levante in Fahrt kamen.
Die neue Cairo war mit 4778 BRT vermessen, hatte eine Tragfähigkeit von 7245 tdw und Platz für 12 Passagiere. Das Typschiff der neuen Levantefrachter war 134 m lang, 17,3 m breit und wurde von einem auf der Werft gefertigten 7-Zylinder-Zweitakt-MAN-Dieselmotor von 3750 PS angetrieben, der eine Dienstgeschwindigkeit von 14 Knoten (kn) ermöglichte. Gleichartige Motoren erhielten die Schwesterschiffe und auch Neubauten der DDG Argo, mit der die ALL sehr eng verbunden war.

### Einsatz als Schutzschiff
Am 25. November 1939 wurde die Cairo von der Kriegsmarine übernommen. Sie wurde mit zwei 15-cm-Geschützen bewaffnet und diente fortan als Schiff 23 zunächst als Eisbrecher, dann als Schutzschiff und Handelsstörkreuzer in der Ostsee. Das Kommando hatte zunächst Korvettenkapitän Hugo Pahl, bis dieses im Mai 1940 an Horst Gerlach überging.
Für das Unternehmen Seelöwe, die geplante Invasion Englands, wurde das Schiff zum Minenschiff umgerüstet und in Cherbourg, später in Saint-Nazaire stationiert.
Am 21. April 1941 wurde Schiff 23 dann für den Umbau zum Hilfskreuzer außer Dienst gestellt. Der Umbau begann auf der Wilton-Fijenoord-Werft in Schiedam und wurde bei den Oderwerken in Stettin vollendet.

## Feindfahrt derStier
Am 11. November 1941 stellte Fregattenkapitän Gerlach den Handelsstörkreuzer 6 in Dienst und gab ihm den Namen Stier. Zunächst fuhr das Schiff unter der Tarnidentität seines Schwesterschiffes Ankara. Am 9. Mai 1942 verließ das Schiff, als Sperrbrecher 171 getarnt, Kiel und fuhr im Geleit nach Rotterdam.

### Kanaldurchbruch
Am 12. Mai verließ die Stier Rotterdam in Begleitung von 16 Räumbooten der 2. und 8. Räumbootsflottille und den Torpedobooten Iltis, Kondor, Falke und Seeadler der 5. Torpedobootsflottille. In der Nacht des 13. Mai um 2 Uhr eröffneten zunächst die Küstenbatterien von Dover das Feuer auf den Geleitzug, der sich jedoch außerhalb der Reichweite der Geschütze befand. Gegen 3:30 Uhr folgte dann ein Angriff von britischen Motortorpedobooten, in dessen Verlauf die deutschen Torpedoboote Iltis und Seeadler und das britische MTB 220 sanken. Die Kampfhandlungen gestalteten sich chaotisch, wobei unter anderem die vorderen Geschütze der Stier in Nebel und Dunkelheit auf einen verdächtigen Schatten schossen, der sich jedoch als das Vorschiff der sinkenden Seeadler herausstellte, auf dem sich noch Seeleute zu retten versuchten. Beim Untergang der Iltis und Seeadler kamen 199 von 287 Besatzungsmitgliedern ums Leben.
Die Stier blieb bei den Kampfhandlungen unbeschädigt und erreichte Royan an der Girondemündung, von wo sie am 19. Mai in den Nordatlantik auslief.
Am 1. Juni 1942 wurde Fregattenkapitän Gerlach zum Kapitän zur See befördert.

### Versenkte Schiffe

#### Gemstone
- 4. Juni 1942, 4.986 BRT, britischer Dampfer[2],  200 Meilen östlich der Sankt-Peter-und-Sankt-Pauls-Felsen. (Lage)

Captain E. J. Griffith gab nach einem kurzen Fluchtversuch auf, die gesamte Besatzung konnte unverletzt an Bord der Stier gebracht werden. Die Gemstone, die Eisenerz geladen hatte, wurde mit einem Torpedo versenkt.

#### Stanvac Calcutta
- 6. Juni 1942, 10.170 BRT, in Ballast fahrender Tanker unter panamaischer Flagge[3] (Lage)

Der Tanker erwiderte aus einem 10,2-cm-Geschütz das Feuer und erzielte zwei Treffer. Eine Granate explodierte in einer Mannschaftsunterkunft und verwundete zwei Mann. Nach massivem Beschuss und einem Torpedotreffer bekam der Tanker langsam Schlagseite und sank. 14 Besatzungsmitglieder, darunter der Kapitän Gustav O. Karlsson, fanden auf der Stanvac Calcutta den Tod, ein weiterer erlag an Bord der Stier seinen Verletzungen.
- Am 10. Juni Treffen mit dem Tanker Charlotte Schliemann[4]. 68 Gefangene wurden von Bord gebracht.
- Am 27. Juli erneutes Treffen mit der Charlotte Schliemann, Übergabe der restlichen Gefangenen (Kapitäne und Verwundete).
- Am 29. Juli Treffen mit dem Hilfskreuzer Michel. Gerlach und Hellmuth von Ruckteschell beschlossen, gemeinsam vorzugehen.

#### Dalhousie
- 9. August 1942, 7.072 BRT, britisches Motorschiff[5] (Lage)

Die Dalhousie erwiderte zunächst das Feuer mit ihrem 12,7-cm-Geschütz, ohne Treffer zu erzielen. Nachdem sein Schiff in Brand geschossen worden war, gab Kapitän F. Davis nach etwa einer halben Stunde schließlich auf. Die Stier nahm 37 Gefangene auf. Damit das brennende Schiff nicht weitere Aufmerksamkeit auf sich zog, wurde es mit einem Torpedo versenkt. Als das Handelsschiff zu kentern begann, erschien die Michel auf dem Schauplatz. Ruckteschell, der Gerlachs Taktik ablehnte, beschloss, die Jagd allein fortzusetzen.
In der Folge versuchte Gerlach, die beiden Flugzeuge des Typs Arado Ar 231 einzusetzen, um potentielle Ziele ausmachen zu können. Die beiden Versuchsmodelle, die für U-Boote gedacht waren, erwiesen sich aber unter den Einsatzbedingungen im Atlantik als völlig ungeeignet.
- Am 27. August erneutes Treffen mit der Charlotte Schliemann nördlich der Insel Gough, um Treibstoff zu übernehmen.
- Am 24. September weiteres Treffen mit der Michel
- Am 26. September traf die Stier sich mit dem Versorger/ Blockadebrecher Tannenfels[6], einem Schwesterschiff der Atlantis, und der Pinguin, die 1940/41 als Hilfskreuzer unterwegs gewesen waren.

Am folgenden Tag lagen beide Schiffe noch auf hoher See zusammen, als bei schlechter Sicht am Rendevouzpunkt plötzlich ein drittes Schiff auftauchte.

#### Stephen Hopkins
- 27. September 1942, 8.500 BRT, amerikanischer Dampfer[7] (Lage)

Es handelte sich um den bewaffneten Liberty-Frachter Stephen Hopkins unter dem Kommando von Kapitän Paul Buck. Um 8:54 Uhr schoss der Hilfskreuzer die erste Salve, doch der Dampfer erwiderte aus mehreren Geschützen erfolgreich das Feuer. An Feuerkraft letztlich deutlich unterlegen, versank der Gegner nach einem einstündigen Feuergefecht.
Wegen der schweren See blieb eine Suche der Tannenfels nach Überlebenden erfolglos, doch 31 Tage später erreichten 15 von 19 Überlebenden in einem Rettungsboot die Küste von Brasilien.
Der Rest der 57-köpfigen Besatzung der Stephen Hopkins bezahlte ihre mutige Gegenwehr mit dem Leben.

### Ende der Kaperfahrt
Die Begegnung mit der Stephen Hopkins besiegelte auch das Schicksal der Stier. Die ersten Treffer hatten die Hauptmaschine beschädigt und mehrere Brände ausgelöst; da das Bordstromnetz ausfiel, funktionierten Munitionsaufzüge und Feuerlöschpumpen ebenfalls nicht mehr. Der Versorger Tannenfels, der in der Nähe war, konnte wegen der hohen See ebenfalls keine Unterstützung bei der Brandbekämpfung leisten. Die Stier musste aufgegeben werden, Besatzung und Gefangene stiegen auf die Tannenfels über und das Schiff wurde mit zwei Sprengladungen versenkt.
Kommandant Gerlach hatte drei Tote, fünf Schwer- und 28 Leichtverletzte zu beklagen.
Die jetzt völlig überbesetzte Tannenfels, die am 8. August 1942 aus Yokohama nach Deutschland mit einer Ladung kriegswichtiger Rohstoffe wie Kautschuk, Wolfram, Titan, Kupfer, Opium und Chinin sowie Speiseöl und Fette, ausgelaufen war, erreichte am 2. November 1942 sicher den Hafen von Royan.

## Offiziere an Bord
- Horst Gerlach (Kommandant), wurde Kommandant des letzten Hilfskreuzers Hansa, der nicht zum Einsatz kam
- Ludolf Petersen (Erster Offizier)
- Heinz Schomburg (Funkoffizier) – später Kommandant von U 145 und U 561